# Felicity Hargreaves
Pour les articles homonymes, voir Hargreaves.
Felicity Hargreaves, née le 24 avril 1955 à Eastbourne, est une joueuse professionnelle de squash représentant l'Angleterre. 